# Candidatura de Madri para os Jogos Olímpicos de Verão de 2020
Madrid 2020 foi uma candidatura para os Jogos Olímpicos de Verão de 2020 lançada pela cidade de Madri através do Comitê Olímpico Espanhol.
O Comitê Olímpico Internacional anunciou as candidatas oficiais em 23 de maio de 2012. A cidade vencedora, Tóquio, foi anunciada em 7 de setembro de 2013 na 125ª Sessão do COI, na cidade de Buenos Aires, Argentina.

## Histórico
A primeira e última vez que os Jogos Olímpicos foram sediados na Espanha foi quando Barcelona realizou os Jogos de 1992.
Em 8 de setembro de 2011, foi anunciado que Alejandro Blanco, presidente do Comitê Olímpico Espanhol, chefiaria a candidatura Madri 2020. Logo após a sua indicação, ele defendeu a capacidade de Madri sediar os Jogos e amenizou os problemas que poderiam ocorrer em razão da crise econômica, argumentando que o evento pode ser uma possibilidade de maiores investimentos. Na semana seguinte o presidente do COI, Jacques Rogge, defendeu o potencial e Madri e Roma sediarem os Jogos apesar da atual crise da dívida da Zona do Euro. Ele declarou que as cidades já possuem uma série de instalações prontas, além de uma infraestrutura avançada para receber o evento. O orçamento previsto está entre 30,2 e 35,3 milhões de dólares. Em dezembro de 2011, a prefeita de Madri, Ana Botella, confirmou seu apoio à candidatura.
Em janeiro de 2012 a candidatura recebeu o apoio do Comitê Espanhol dos Representantes das Pessoas com Deficiência.
Em 30 de janeiro, Madri 2020 revelou seu logotipo oficial, inspirado na Porta de Alcalá, ponto turístico da cidade.